# McIntosh (Nuevo México)
McIntosh es un lugar designado por el censo ubicado en el condado de Torrance en el estado estadounidense de Nuevo México. En el Censo de 2010 tenía una población de 1484 habitantes y una densidad poblacional de 25,73 personas por km².

## Geografía
McIntosh se encuentra ubicado en las coordenadas 34°52′49″N 106°3′28″O / 34.88028, -106.05778. Según la Oficina del Censo de los Estados Unidos, McIntosh tiene una superficie total de 57.68 km², de la cual 57.68 km² corresponden a tierra firme y (0%) 0 km² es agua.

## Demografía
Según el censo de 2010, había 1484 personas residiendo en McIntosh. La densidad de población era de 25,73 hab./km². De los 1484 habitantes, McIntosh estaba compuesto por el 78.17% blancos, el 1.55% eran afroamericanos, el 1.68% eran amerindios, el 0.54% eran asiáticos, el 0% eran isleños del Pacífico, el 13.34% eran de otras razas y el 4.72% pertenecían a dos o más razas. Del total de la población el 35.92% eran hispanos o latinos de cualquier raza.